# Abraham Langlet
Nils Abraham Langlet, född 9 juli 1868 i Södertälje, död 29 mars 1936 i Örgryte församling, Göteborg, var en svensk kemist.

## Biografi
Langlet blev filosofie kandidat vid Uppsala universitet 1888, filosofie licentiat 1893, filosofie doktor och docent i kemi där 1896 och 1899 lektor i kemi och kemisk teknologi vid Chalmers tekniska läroanstalt i Göteborg, där han 1911-1933 var professor i kemi och kemisk teknologi. Han var, tillsammans med Per Teodor Cleve, den förste att korrekt bestämma heliums atomvikt. Han gjorde sig även bemärkt som grafolog och blev ledamot av Vetenskaps- och vitterhetssamhället i Göteborg 1904.

### Familj
Abraham Langlet växte upp på Spetebyhall i Södermanland som son till arkitekt Emil Viktor Langlet och Mathilda Langlet, född Söderén, samt bror till Filip, Alexander och Valdemar Langlet.